# Hasenfeld (Rheinberg)
Hasenfeld ist ein Weiler im Stadtbezirk Orsoy der Stadt Rheinberg östlich von Eversael, im Orsoyer Rheinbogen. Vor der kommunalen Umgliederung im Jahre 1975 gehörte Hasenfeld zur Stadt Orsoy.

## Gräber
1938 wurde der Orsoyer Rheindeich bei Hasenfeld und Milchplatz höher gelegt. Hierbei entdeckten Arbeiter Knochen, Tonscherben, Eisenstücke und Speerspitzen und verkauften Letzteres. Hiervon erfuhr der Kreis Moers, welcher das Rheinische Landesmuseum in Bonn informierte. Dieses schickte Archäologen, welche circa 1100 Meter südlich von Haus Grunland mit Ausgrabungen und Untersuchungen begann. Sie fanden 9–10 Gräber aus der Frankenzeit – vier Frauengräber, drei Männergräber und zwei Pferdegräber. Die Frauen trugen bronzene Gewandspangen, darunter eine vergoldete Silberfibel, besetzt mit dunkelroten Almandinen. Des Weiteren trugen die Frauen Ketten mit bunten Glasperlen. Außerdem wurde bei ihnen ein Kamm, Messer, Schlüssel und Spinnwirtel gefunden. Bei allen Personen wurden Knickwandtöpfe gefunden, die überwiegen der Mayener Ware zugeordnet werden konnte. Die bestatteten Männer wurden mit Waffen und Werkzeuge gefunden. Es wurden Überbleibsel eines Rundschildes gefunden, Messer, Feuerstein, Scheren, Pinzetten, Speerspitzen, Pfeilspitzen und verschiedene Waffen wie Franziskas, Saxe und Spathas. Ein Grab fiel insbesondere auf. Es war sehr gut erhalten und außergewöhnlich reich und luxuriös ausgestattet. Gleich neben diesem Grab wurde ebenfalls das Pferd des Mannes beerdigt. Die dazugehörigen Utensilien hat er in sein eigenes Grab genommen. Bei dem männlichen Skelett handelte es sich vermutlich um den Anführer der Gruppe, welcher im Kampf gefallen ist. Die Gräber stammen überwiegend aus dem 6. Jahrhundert, jedoch einzelne auch aus dem 7. Jahrhundert.